# خطوط ششگانه
خطوط ششگانه یا اقلام سته که از آن‌ها به‌عنوان خطوط اصول هم نام برده می‌شود، شش خط اصلی در خوشنویسی اسلامی هستند که در تمامی کشورهای اسلامی از جمله ایران رواج داشته‌اند و هنوز هم اغلب آن‌ها مورد استفاده خوشنویسان هستند. هر یک از این خطوط یا قلم‌ها دارای قواعد و نظم معینی می‌باشند. ابداع این خطوط را به ابن مقله وزیر نسبت داده‌اند.
درآغاز سده سوم هجری، به دلیل پیچیدگی ریخت و خوانش خط کوفی، خطوطی تازه رشدی ناگهانی یافتند. این خط ها که از ریشه مشترکی برخاسته بودند به اقلام ِستّه (قلم های شش گانه) معروف شدند که عبارت اند از: «مُحَقَّق، ریحان، ثلث، نَسخ، تُوقیع، رقاع». داستان های گوناگونی در پیشین و پسین بودن این خطوط وجود دارد امّا به هر دلیل این خطوط، بن و اساس خط و خوشنویسی اسلامی را تولید کردند و تا ظهور خطوط «تعلیق»، «نستعلیق» و «شکسته نستعلیق»، که به وسیله ایرانی ها و در فاصله قرن هفتم تا یازدهم هجری صورت گرفت، هرچه گذشت و هرآنچه خلق و نگاشته شد.
خطوط ششگانه عبارند از:
- مُحَقَّق
- ریحان
- ثُلث
- نسخ
- رِقاع
- توقیع

وجه تمایز این شش قلم، اختلاف در شکل حروف و کلمات و نسبت سطح و دور (حرکت‌های مستقیم یا منحنی) نسبت به یکدیگر می‌باشد. همچنین این خطوط در جزئیات قواعد اصلی خوشنویسی که به اصول دوازده‌گانه خوشنویسی معروفند دارای تفاوت‌هایی می‌باشند. این اصول عبارتند از: ترکیب، کرسی، نسبت، ضعف، قوت، سطح، دور، صعود مجاز، نزول مجاز، اصول، صفا و شأن که حداقل ده اصل اول آن اختلاف بین این قلم‌ها را شکل می‌دهد.
برخی گویند خط نستعلیق، ترکیبی است زیبا از خطوط نسخ و تعلیق از خطوط ششگانه.

## شکل‌گیری و تکامل
از همان آغاز شکل‌گیری خط عربی یا فارسی و رسم‌الخط آن دو شیوه نگارش متداول بود؛ یکی بیشتر متشکل از خطوط مستقیم بود که بعدها خط کوفی را تشکیل داد؛ و دیگری حاوی حرکت‌های مدور بود که می‌توان از آن به عنوان نوعی خط نسخ اولیه یاد کرد.
در آغاز دولت عباسی (۱۳۲–۶۵۶ ه‍. ق) بازار خوشنویسی رونق گرفت و برای تفنن و زیبایی، شیوه‌های متعددی در خط پیدا شد. انواع خط کوفی متجاوز از پنجاه نوع مختلف شد و خط نسخ اولیه نیز از نظر شکل نگارش و اندازه قلم تنوع زیادی پیدا کرد که تشخیص و خواندن و نوشتن همه آن‌ها کار ساده‌ای نبود.
در این زمان قلم‌ها یا روش‌های روشن‌تر و بهتری پدید آمدند که به خطوط ششگانه یا اقلام سته شهرت دارند. ابوعلی محمد بن علی بن حسین (حسن) بن عبدالله بیضاوی شیرازی (شوال ۲۷۲- ۳۲۸ قمری/ مارس ۸۸۶ -۹۴۰ میلادی) معروف به اِبْنِ مُقْله، ادیب، خوشنویس و وزیر عباسیان را مبدع و شکل دهنده این شش خط مختلف می‌دانند. در واقع ابن مقله این خطوط را از میان خطوط مختلف ممتاز کرد و آنان را قاعده‌مند ساخت.
او از آمیختن خط کوفی اولیه، نسخ اولیه و ابتکارات جدید، خطوط ششگانه را به وجود آورد. ابتدا او خطی ساده و خوانا ایجاد کرد و آن را خط محقق نامید و قاعده‌مند کرد. سپس از آن، خط ریحان را ساخت. بعد از آن خط ثلث را از ریحان پدیدآورده و قاعده‌مند کرد. بعد از این‌ها به شکل دادن خط نسخ موفق شد؛ و پس از آن‌ها خط توقیع و رقاع را ابداع نمود.
اکثر محققان، ابن مقله را اولین مبتکر و پدیدآورنده خوشنویسی اسلامی به مثابه یک هنر می‌دانند. پس از او افرادی چون محمد بن سمسانی و محمد بن اسعد شیوه او را فرا گرفتند. سپس ابوالحسن علی بن هلال معروف به ابن بواب، این شیوه را از آن دو آموخت و یک قرن پس از ابن مقله آن‌ها را تکمیل کرد و تمام خطوطی که او پدیدآورده بود را تکامل بخشید. سپس در قرن هفتم هجری یاقوت مستعصمی (درگذشته به سال ۶۹۸ هجری قمری) خطاط صاحب‌نام در خط ابن بواب تحقیق و تتبع کرد. یاقوت در روش خوشنویسی اقلام ششگانه تغییراتی داد و در زیباتر کردن آن‌ها مؤثر بود. او در در روش تراشیدن قلم و قط زدن استادان پیشین تجدیدنظر کرد. و به ویژه خط ثلث را به کمال نهایی رسانید.